# Lyreus alleni
Lyreus alleni är en skalbaggsart som beskrevs av Ivie och Stanislaw Adam Ślipiński 2001. Lyreus alleni ingår i släktet Lyreus och familjen barkbaggar. Inga underarter finns listade i Catalogue of Life.